# Adón de Vienne
Adón de Vienne, latinizado como Ado viennensis (799 - Vienne, 16 de diciembre de 875), obispo de Vienne, la Viena francesa, santo de la Iglesia católica, historiador y hagiógrafo.

## Biografía
Debió nacer en el Gatinés o en la diócesis de Sens hacia el año 800; era de linaje noble y fue llevado a Sigulfo, abad de Ferrières, para ser educado. Luego le enviaron con Marcuardo, abad de Prüm cerca de Trèves, para completar su educación y enseñar allí. Tras la muerte del abad en 853, Adón viajó por Italia y estuvo casi cinco años en Roma antes de pasar a Rávena. Remigio o Rémy, obispo de Lyon, le dio la parroquia de Saint-Romain, cerca de Vienne. El año siguiente fue elegido obispo de Vienne y consagrado en agosto o septiembre de 860, a pesar de la oposición del conde Girart de Roussillon y su mujer Berthel. Participó en el concilio de Tousy, cerca de Toul, en la Lorena, el 22 de octubre de 860, y en muchos otros; también organizó un concilio en Vienne en 870 y reformó la disciplina del clero y fundó establecimientos de caridad, mereciendo la estima de los reyes Carlos el Calvo y Luis II. Tras su fallecimiento el 16 de diciembre de 876, su cuerpo fue enterrado en la iglesia de los Apóstoles, hoy llamada iglesia de San Pedro, lugar ordinario de sepultura de los arzobispos de Vienne. Su fiesta se celebra el 16 de diciembre.

## Obras
Dejó escrita una Crónica universal hasta el año 800, y un Martirologio algo controvertido por ofrecer juicios personales sobre los mártires. Sus obras se encuentran recogidas en el volumen CXXIII de la Patrología latina de Migne.
- Datos: Q359951
- Multimedia: Adonis Viennensis / Q359951